# Katastrophe von Vargas

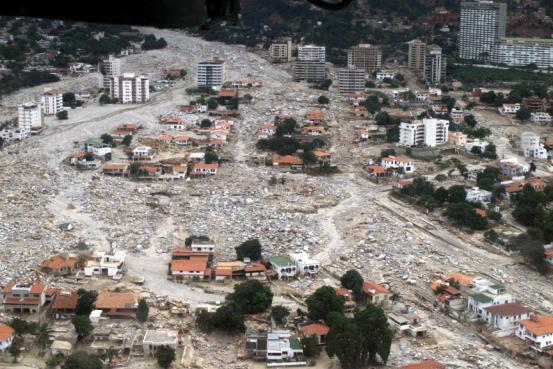
Zerstörungen und Schlammablagerungen in Carabellada

Bei der Katastrophe von Vargas am 15. Dezember 1999 geschahen nach schweren Regenfällen viele Erdrutsche. Diese brachten Wohnhäuser zum Einsturz, während andere gleich ins Meer gespült wurden. Die Anzahl der Todesopfer im betroffenen venezolanischen Bundesstaat Vargas wird auf 10.000 bis 30.000 geschätzt. Nach einigen Schätzungen kam jeder zehnte Bewohner des Bundesstaates ums Leben. Die meisten der Toten sind verschollen. Lediglich rund 1000 Leichen konnten geborgen werden.

## Hintergründe

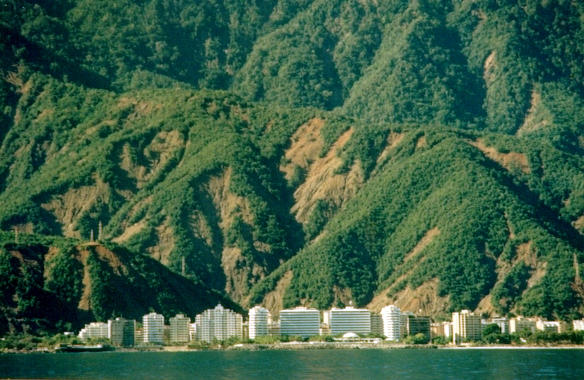
Ein Küstenabschnitt, aufgenommen nach der Katastrophe. Gut zu erkennen ist der dünne besiedelte Streifen zwischen Meer und Gebirge.

Im betroffenen Gebiet grenzen rund 2000 Meter hohe Berge direkt an den nördlich gelegenen karibischen Ozean. Die einzigen besiedelbaren Flächen bestehen aus flachen Schwemmkegeln. Schon seit Jahrzehnten bestand deshalb ein hohes Risiko von Sturzfluten. Trotzdem war das Küstengebiet beliebt bei Wochenendurlaubern und Badegästen; es liegt rund eine Stunde von der Hauptstadt Caracas entfernt.

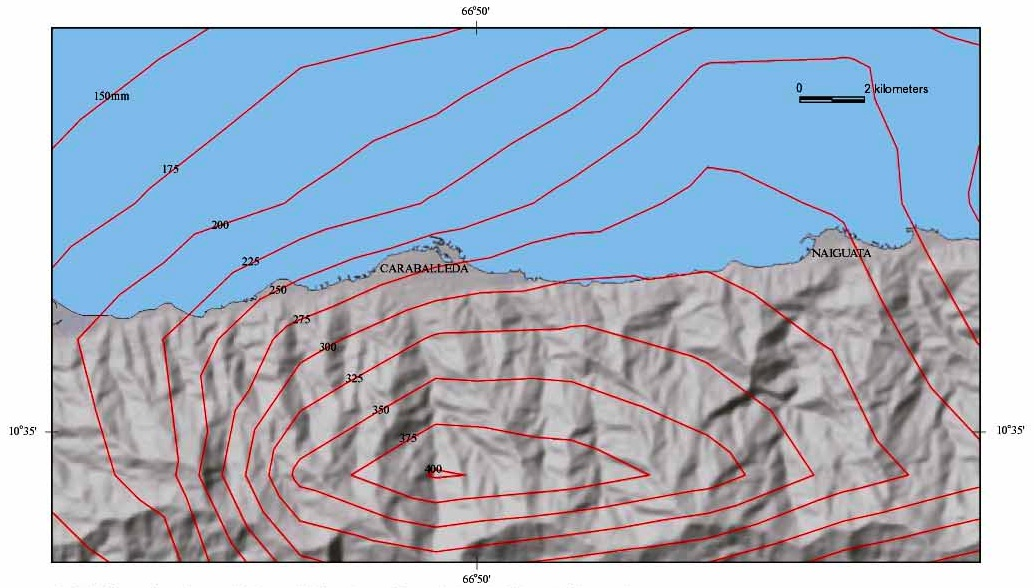
Isohyet (Linien gleicher Niederschlagsmengen), 14. bis 16. Dezember

Der Dezember 1999 war an dieser Küste schon vor dem Unglück sehr nass. Bei einem Unwetter vom 2. bis 3. Dezember fielen 200 Millimeter Regen. Zwei Wochen später führten 911 Millimeter Regen innerhalb von 52 Stunden zu den Erdrutschen. Diese Menge entsprach der durchschnittlichen jährlichen Wassermenge.
Das Gebirge besteht aus metamorphem Gestein. Darüber lagerten 0,5 bis 3 Meter aus feinkörnigem, lehmigem Material. Die besiedelten Schwemmkegel hatten eine geringe Neigung und verfügten über keine nennenswerten Kanäle, weil vom Wasser abgelagertes Sediment sich schneller ablagerte, als es durch Erosion (oder Ausbaggerung) entfernt wurde.
All diese Faktoren begünstigten eine Katastrophe. Geologische Hinweise zeigten, dass ähnliche Ereignisse schon seit prähistorischer Zeit geschahen. Seit dem 17. Jahrhundert fand eine ähnliche Katastrophe etwa alle fünfzig Jahre statt.

## Schäden
Zum Zeitpunkt des Unglückes existierte keine zuverlässige Volkszählung – zahlreiche Menschen lebten in nicht genehmigten, marginalisierten Siedlungen – und so konnte die Zahl der Todesopfer nur ungenau auf 10.000 bis 30.000 geschätzt werden. Lediglich etwa 1000 Leichen wurden geborgen. Bis zu 75.000 Menschen wurden durch die Zerstörung von mehr als 8000 Häusern und 700 Wohnblöcken obdachlos.

## Folgen
Die Schäden waren so verheerend, dass das Rote Kreuz zunächst von mehr als 50.000 Todesopfern ausging. Da die Versorgung mit Strom und Nahrungsmitteln als aussichtslos erschien, wurden mehr als 100.000 Menschen evakuiert.
Hubschrauber und dutzende Soldaten der USA trafen zwei Tage nach dem Unglück ein. Der Verteidigungsminister Raúl Salazar hieß eine weitere Hilfe der USA willkommen, nämlich 450 Soldaten des U.S. Marine Corps und Mannschaften des United States Army Corps of Engineers. Hugo Chávez hingegen verbot ihm, dieses Angebot anzunehmen; Salazar vermutete daraufhin, Chávez sei in Gesprächen vom kubanischen Staatschef Fidel Castro beeinflusst worden.
Bald vernachlässigte Chávez die Hilfe für die betroffenen Menschen und wandte sich anderen innenpolitischen Themen zu. Enttäuschte Überlebende verließen bald ihre temporären Behausungen und kehrten ins Katastrophengebiet zurück, um ihre Häuser wieder aufzubauen. Schon im Jahr 2006 erreichte der Bundesstaat Vargas wieder die Einwohnerzahl vor der Katastrophe. Über ein Jahrzehnt nach dem Unglück waren mehrere Tausend Menschen noch obdachlos, und die nicht zerstörten Häuser verloren bis zu 70 % ihres Wertes, da die umliegende Infrastruktur nach wie vor desolat war.
Im Jahr 2011 veröffentlichten venezolanische Filmemacher gleich drei Filme über die Katastrophe.